# Silene velutina
Silene velutina là loài thực vật có hoa thuộc họ Cẩm chướng. Loài này được Pourr. ex Loisel. miêu tả khoa học đầu tiên năm 1809.